# Evnesvag (dokumentarfilm)
|  | Denne artikel er oprettet af botten Steenthbot ud fra en ekstern database. Den kan derfor have sproglige fejl eller mangler. Denne skabelon kan fjernes efter kontrol af indholdet. |

Evnesvag er en dansk dokumentarfilm fra 1974 instrueret af Ole Jäpelt Juhl efter eget manuskript.

## Handling
En af åndssvageforsorgens 33 "Grønne skoler" i Hillerød, "Skolen ved skoven" skildres.